# 48681 Цайлінгер
48681 Цайлінгер (48681 Zeilinger) — астероїд головного поясу, відкритий 21 січня 1996 року.
Тіссеранів параметр щодо Юпітера — 3,478.
Названий на пошану Антона Цайлінгера - австрійського фізика.